# 금융기관

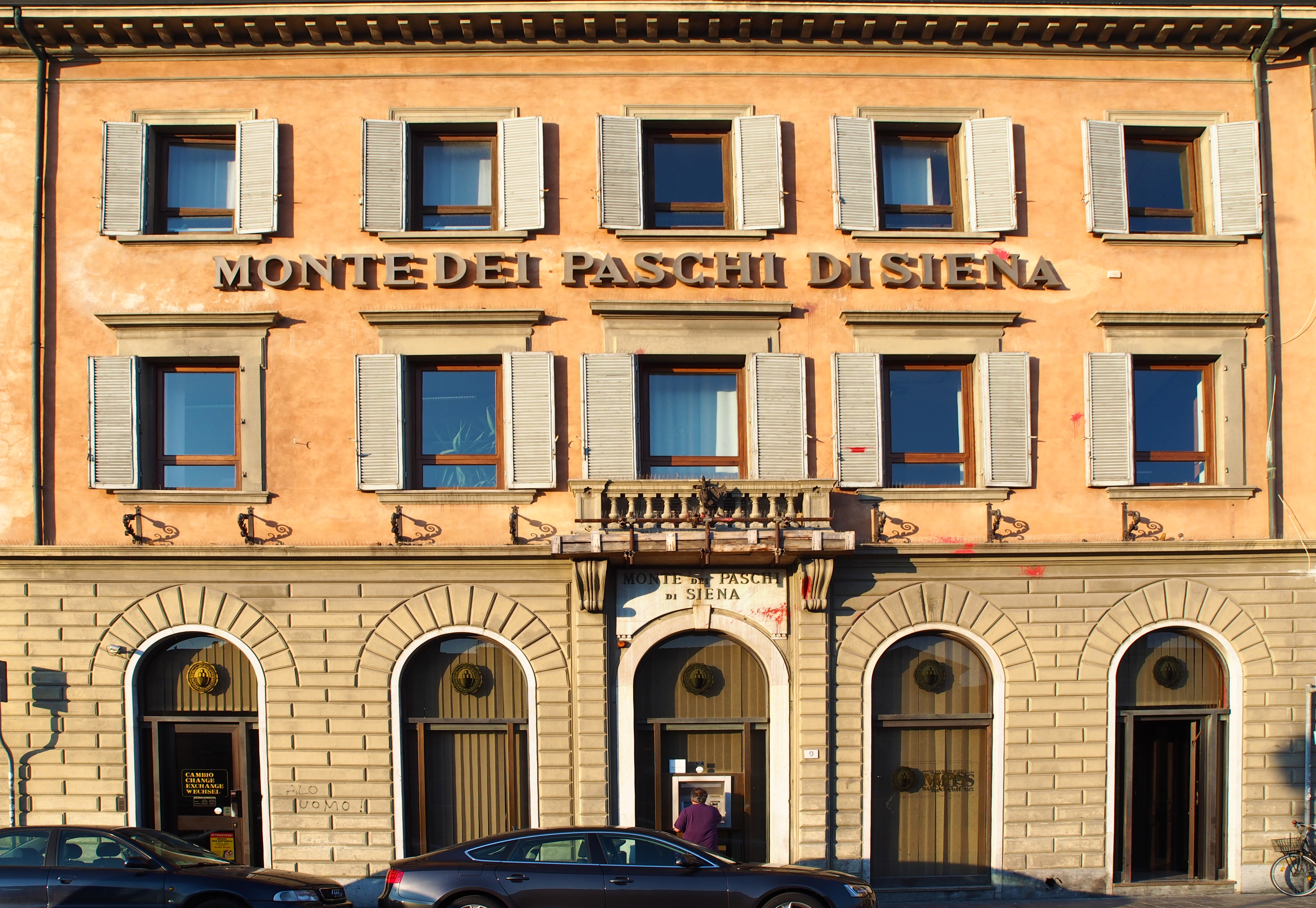
반카 몬테 데이 파스키 디 시에나에 위치한 가장 오래된 금융기관. 1472년 설립.

금융기관(金融機關)은 자금의 수요와 공급을 매개하는 기관이다.
자금의 최종적 수요자로서는 기업·정부·지방 공공단체·가계(家計) 등이 그 주가 된다. 기업은 자본주의 사회에 있어서 최대의 자금 수요자이며, 정부는 적자 재정 또는 재정 지출에 대한 조세 수입(租稅收入)의 시기적인 지연을 보전(補塡)할 필요에서 자금의 수요자이다.

## 종류
금융 기관은 주로 세 가지 종류로 나뉜다:
1. 예금 취급 금융 기관
2. 계약형 금융 기관
3. 투자형 금융 기관

## 규제
대부분 국가의 금융 기관은 부분 준비금 은행을 통해 화폐 공급을 늘리기 위해 금융 기관에 의존하기 때문에 국가 경제의 중요한 부분이기 때문에 엄격하게 규제되는 환경에서 운영된다. 규제 구조는 국가마다 다르지만 일반적으로 신중한 규제와 소비자 보호 및 시장 안정성을 포함한다. 일부 국가에는 모든 금융 기관을 규제하는 하나의 통합 기관이 있는 반면 다른 국가에는 은행, 보험 회사 및 중개인과 같은 다양한 유형의 기관에 대해 별도의 기관이 있다.
하나의 통합 금융 규제 기관이 있는 국가에는 노르웨이의 금융 감독 기관이 있는 노르웨이, 연방 금융 감독 기관이 있는 독일 및 러시아 중앙 은행이 있는 러시아가 포함된다.

## 같이 보기
- 은행
- 신용협동조합
- 자본시장
- 저축기관
- SWIFT

## 참조
1. ↑  Siklos, Pierre (2001). 《Money, Banking, and Financial Institutions: Canada in the Global Environment》. Toronto: McGraw-Hill Ryerson. 40쪽. ISBN 0-07-087158-2.
2. ↑  Robert E. Wright and Vincenzo Quadrini. Money and Banking: Chapter 2 Section 5: Financial Intermediaries. Accessed July 24, 2012